# Johann Ernst Schickler

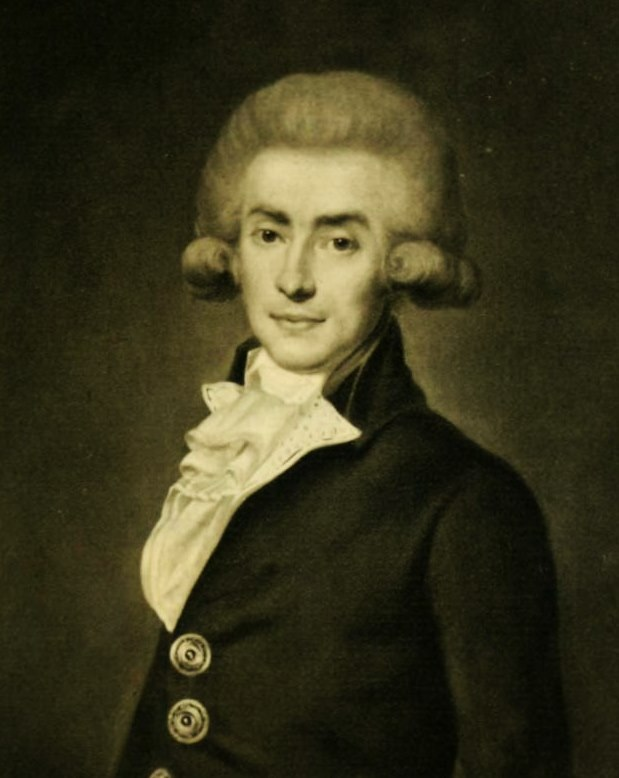
Johann Ernst Schickler, Gemälde von Joachim Martin Falbe

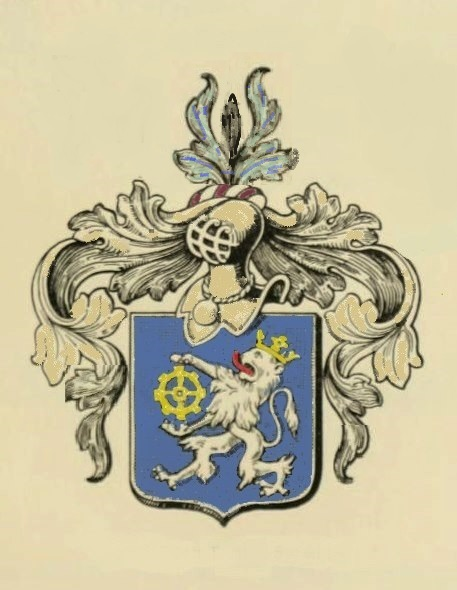
Wappen Familie Schickler

Johann Ernst Schickler (* 30. September 1761 in Berlin; † 6. Mai 1801 in Bordeaux) war Mitinhaber des Berliner Bank- und Handelshauses Splitgerber & Daum (ab 1795 Bankhaus Gebrüder Schickler) und Begründer der noch heute bestehenden französischen Linie der Schicklers, die 1820 das Alleineigentum am Bankhaus erwarb.

## Leben
Johann Ernst Schickler gehörte wie sein älterer Bruder David Schickler zur dritten Generation im Handelshaus, das von ihrem Großvater David Splitgerber und seinem Partner Gottfried Adolph Daum 1712 gegründet worden war. Nach dem Tod Daums regelte Splitgerber seine eigene Nachfolge, indem er seine beiden Töchter an zwei bewährte Mitarbeiter verheiratete, die er auch zu Nachfolgern in der Geschäftsführung bestimmte. Einer dieser Männer war Johann Jacob Schickler, der Vater von Johann Ernst Schickler und David Schickler.
Nach Ausscheiden von Erben durch Tod oder Abfindung und nach einigen Erbauseinandersetzungen gelangte das Handelshaus 1795 in das Eigentum der beiden Brüder, die es daraufhin unter dem eigenen Namen fortsetzten, wobei David Schickler die Geschäftsführung zufiel. Johann Ernst Schickler hatte seinen Wohnsitz nach Bordeaux verlegt und 1788 dort geheiratet. Er starb 1801.
Der Sohn Jean Georges Schickler (1793–1843) erwarb 1820 von seinem Cousin David Schickler jun. (1777–1866) dessen hälftigen Eigentumsanteil und beendete damit den Einfluss der deutschen Schickler-Linie auf das Bankhaus. Die Geschäftsführung wurde fortan von langgedienten Prokuristen wahrgenommen, die für Kontinuität und Prosperität sorgten, während sich die französischen Eigentümer seitdem auf die Aufsichtsrat-Funktion beschränkten.

## Familie
Schickler war verheiratet mit Ernestine Elisabeth Streckeisen (ca. 1770–1802), Tochter des preußischen Konsuls und Bankiers in Bordeaux, Johann Georg Streckeisen (1720–1799).
Ihre Kinder waren Louise Ernestine (1789–1826), Jean Georges (1793–1843) und Jean Jacques (1796–1818).

## Spätere Entwicklung
Die von David Schickler forcierte Ausrichtung auf das reine Bankgeschäft unter Aufgabe der eigenen gewerblichen Aktivitäten (Zuckerraffinerien, Kolonialwarenhandel, Reederei, Spedition) und Rückzug aus den gepachteten Königlichen Manufakturen wurde von den neuen Direktoren weiter vorangebracht. Als letzten Betrieb gab man 1852 die Gewehrfabrik Potsdam-Spandau an den Staat zurück.
Das Bankhaus entwickelte sich zu einer der führenden Privatbanken Preußens. Als Mitglied des Preußenkonsortiums war das Bankhaus Gebr. Schickler über Jahrzehnte hinweg an der Ausbringung der meisten preußischen und deutschen Staatsanleihen beteiligt. 1910 erfolgte die Fusion zum Bankhaus Delbrück, Schickler & Co.